# Festuca gredensis
Festuca gredensis är en gräsart som beskrevs av Vicente de la Fuente García och Ortúñez. Festuca gredensis ingår i släktet svinglar, och familjen gräs.
Artens utbredningsområde är Spanien. Inga underarter finns listade i Catalogue of Life.